# Huangheshao
Huangheshao (kinesiska: 黄合少, 黄合少镇) är en köping i Kina. Den ligger i den autonoma regionen Inre Mongoliet, i den norra delen av landet, omkring 27 kilometer öster om regionhuvudstaden Hohhot. Antalet invånare är 32405. Befolkningen består av 15 245 kvinnor och 17 160 män. Barn under 15 år utgör 12,0 %, vuxna 15-64 år 74 %, och äldre över 65 år 13,0 %.
Genomsnittlig årsnederbörd är 642 millimeter. Den regnigaste månaden är juli, med i genomsnitt 191 mm nederbörd, och den torraste är januari, med 3 mm nederbörd.